# Kim Kyung-wook
Kim Kyung-wook (ur. 18 kwietnia 1970) – koreańska łuczniczka, dwukrotna mistrzyni olimpijska, dwukrotna medalistka mistrzostw świata drużynowo. Startowała w konkurencji łuków klasycznych.
Największym jej osiągnięciem jest złoty medal igrzysk olimpijskich w Atlancie w 1996 roku w konkurencji indywidualnej oraz zespołowo. 